# Радула

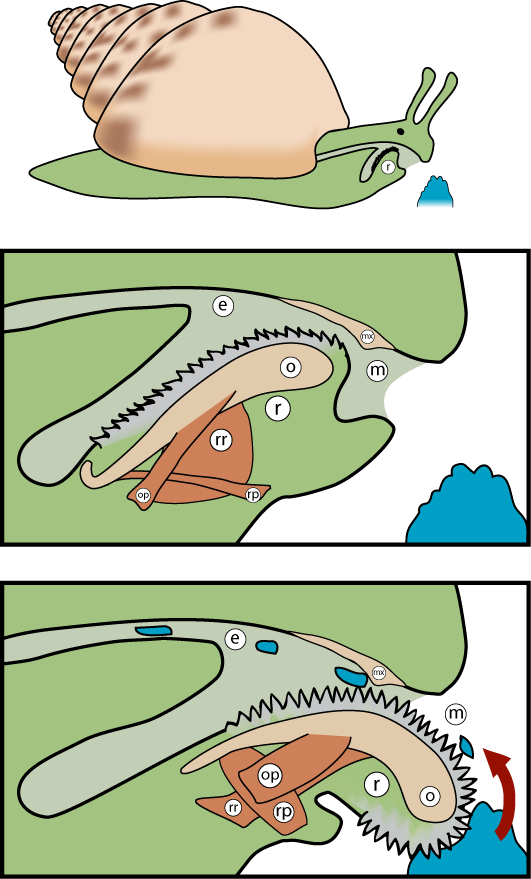
Принцип використання радули

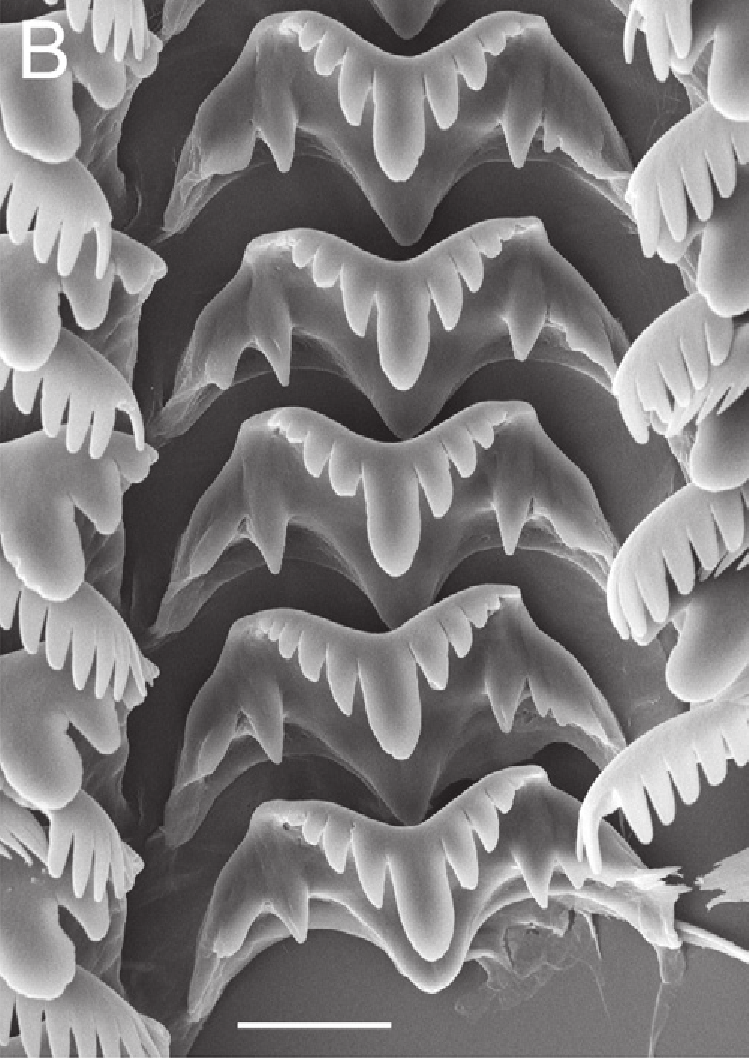
Мікрофотографія радули

Ра́дула — кутикулярний покрив глоткового виросту або язика деяких молюсків. На нижній поверхні глотки в більшості молюсків розташований виріст, утворений м'язами та хрящем або самими м'язами. Позаду нього є заглиблення — радулярна сумка, в якій містяться клітини епітелію, що виділяють речовину, з якої утворюється кутикула певної будови. Вона становить собою базальну пластинку, яка лежить на поверхні язика (або на вирості глотки), на ній розташовані численні  (до 75 000) хітинові зуби. Кількість, форма та розміщення зубів є важливою систематичною ознакою. По мірі того, як передні зуби стираються, позаду в радулярній сумці утворюються нові. Радула може переміщуватись уперед та назад у ротовій порожнині, а також трохи висуватись назовні.
За допомогою радули молюски можуть зішкрібати органічні частинки з твердих субстратів та подрібнювати їх. Деякі хижі молюски використовують радулу задля руйнування твердих покривів своїх жертов (молюсків, голкошкірих тощо). 